# 生駒正幸
生駒 正幸（いこま まさゆき）は、江戸時代前期の高松藩生駒家の一門・家臣。

## 略歴
公家・猪熊教利の嫡男として誕生した。
慶長14年（1609年）、父が猪熊事件で処刑されたため、外祖父の生駒一正に引き取られ、成長して生駒河内と名乗る。生駒家の家臣となり、知行高3111石を領した。藩内では前野助左衛門の派閥に属しており、前野次太夫、前野内蔵丞と屋敷が隣接しており、道を挟んで対の側に生駒帯刀の屋敷があった。
生駒騒動で生駒家が改易となると、母の再嫁先であった津守氏（住吉大社）を頼り、摂津国に住した。生駒家の後を受け高松藩主となった松平頼重から仕官の誘いを受けるも、固辞して受けないまま病死した。
子の俊幸は摂津に居住し、頼重から20人扶持を給される。孫の正並は高松に移り松平家に仕え、子孫は高松藩士・生駒矢柄家として続いた。